# Іж Юпітер-4

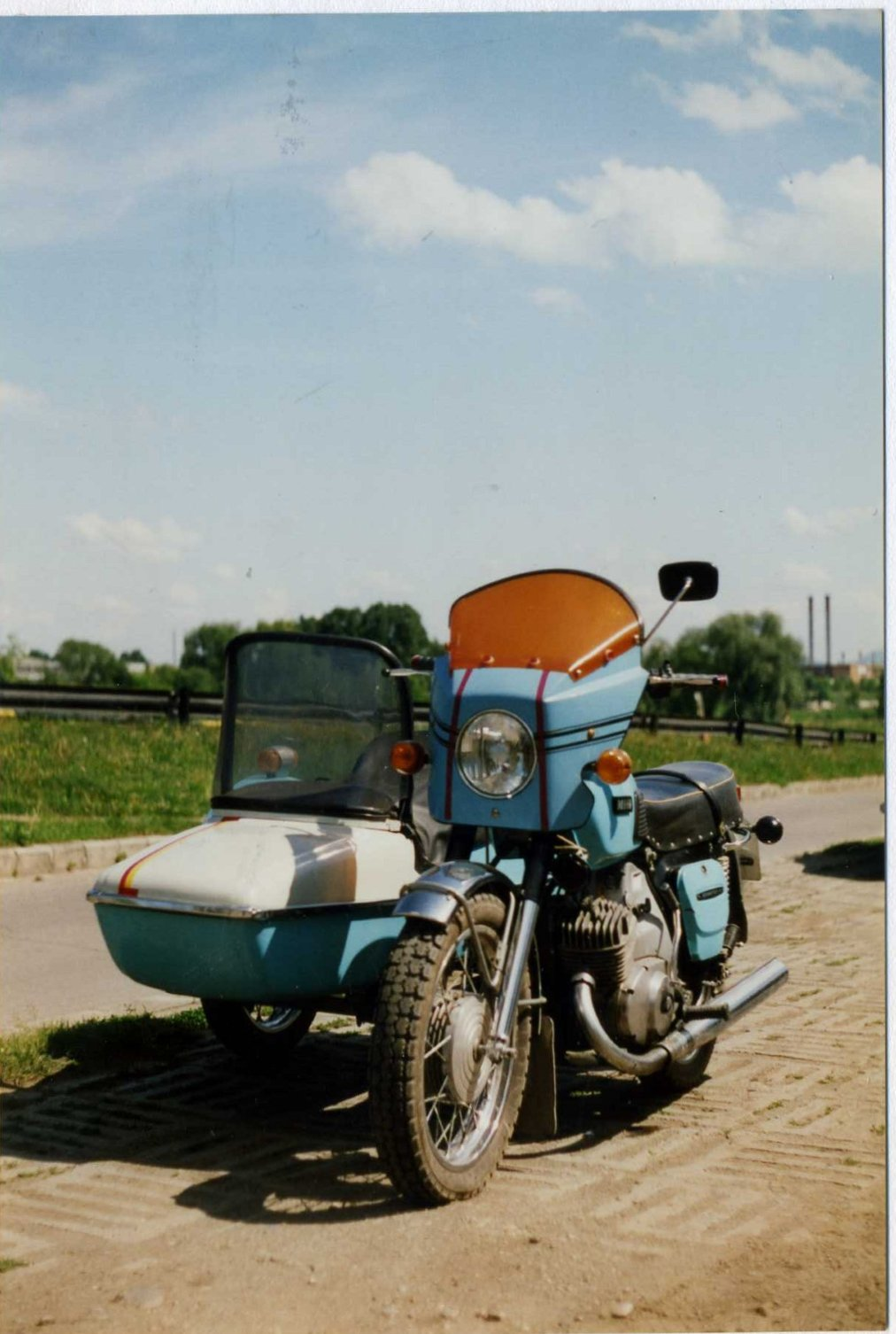
Іж Юпітер-4

Іж Юпітер-4 — радянський мотоцикл, що виготовлявся Іжевським машинобудівним заводом з 1980 по 1985 рік.

## Опис
Випуск мотоцикла почався 1980 року. Прийшов на зміну Іж Юпітер-3. Перш за все в ньому було втілено нове електроустаткування 12 В. Двигун став більш потужним, розвивав 28 к.с. при 5600 об/хв. Конструкція двигуна була все такою ж, а саме робочий об'єм 347,6 куб. см. Охолодження повітряне (дещо змінені ребра циліндрів для кращої циркуляції повітря), КПП — 4-ступінчасте. Отримав також новий щиток приладів та дещо змінене облицювання баку. Випускався не довго, а саме до 1985 року.
Мотоцикл чудово підходив для заміських поїздок. Для сільських доріг мало підходив, оскільки у двигун був налаштований працювати високому діапазоні обертів. У відсутності якісних паливо-мастильних матеріалів призводило до швидкого виходу з ладу поршневої групи.
У наступної моделі мотоцикла Юпітер-5 було знижено потужність до 25 к.с., а також зміщено крутний момент в бік низьких обертів, що в свою чергу підвищило надійність двигуна в цілому.